# Metarthrodes laetabundus
Metarthrodes laetabundus is een hooiwagen uit de familie Gonyleptidae.